# Het Vinne
Het Vinne is een 130 ha groot natuurdomein van de provincie Vlaams-Brabant, gelegen in een depressie in de vallei van de Kleine Gete (Haspengouw), aan de oostrand van de stad Zoutleeuw.

## Geschiedenis
De naam van het domein Het Vinne verwijst naar een ven (een natuurlijke waterplas) dat op deze plaats ontstond. Eens was het de grootste van Vlaanderen. Aan de hand van een charter van hertog Jan I van Brabant, dat de inkomsten van 1278 vermeldt, kon achterhaald worden dat "het ven" te Zoutleeuw later werd gebruikt om turf uit te graven (o.a. door de Abdij van Park. In de 13de eeuw noemde men het Vinne de "turfkuil van Leeuw". Tot in de 19de eeuw stond deze 4 meter diepe kuil voortdurend onder water.
In 1841 begon de drooglegging. In 1844 werd ongeveer 100 ha grond vrijgemaakt. In 1930 werd het gebied aangekocht door de NV Union Allumetières uit Geraardsbergen. Het werd bebost met canadapopulieren voor de luciferproductie. Toen deze methode niet erg rendabel meer bleek, werd het domein van de hand gedaan. In 1974 kocht de toenmalige provincie Brabant het 95 ha grote Vinne aan om het uit te bouwen tot een natuurreservaat. Het gebied is Europees beschermd als onderdeel van Natura 2000-gebied 'Bossen en kalkgraslanden van Haspengouw' (BE2200038).

## Natuurinrichtingsproject
Sinds 29 juni 1999 werken de Vlaamse Landmaatschappij, Aminal, de stad Zoutleeuw en de provincie samen aan een natuurinrichtingsproject dat het herstel van het natuurlijke meer beoogt. De werken zijn van start gegaan in januari 2004 en zijn afgerond in maart 2005. Eind 2004 is het dagelijks droogpompen stopgezet en kon de natuurlijke stand van de grondwatertafel zich langzaam herstellen. Het laatste weekend van mei 2005 vond de feestelijke opening van Het Vinne plaats.
Het grootste deel van het terrein staat weer onder water, waarbij men over het water knuppelpaden heeft aangelegd.

## Fauna en flora
Flora
Populieren vormen nog steeds de voornaamste beplanting op het domein. In het noordelijke gedeelte vind je ook naaldbomen. Spontane bosgroei van zomereik, es, els, meidoorns, Gelderse roos, Amerikaanse eik, esdoorns en houtkanten met lijsterbessen, vlier, zoete kers, haagbeuk, beuk, linde, gewone vogelkers, sleedoorn, kardinaalsmuts en wilgen wisselen elkaar af.
Fauna
reeën, fazanten, konijnen, muizen, muskusratten, reigers, eekhoorntjes, eenden, ganzen, waterhoentjes, snoeken maken deel uit van de bos- en waterfauna. Gallowayrunderen zorgen voor het ecologisch beheer van het domein. Twee bijenkolonies leveren de typische boshoning van “Het Vinne”.
In 2005 en 2006 trof men hier voor het eerst sedert 1957 in België, opnieuw een broedende witwangstern aan. Zeldzame doortrekkers (1 à 2 waarnemingen in België per jaar) zijn de ralreiger, roodstuitzwaluw en woudaap.

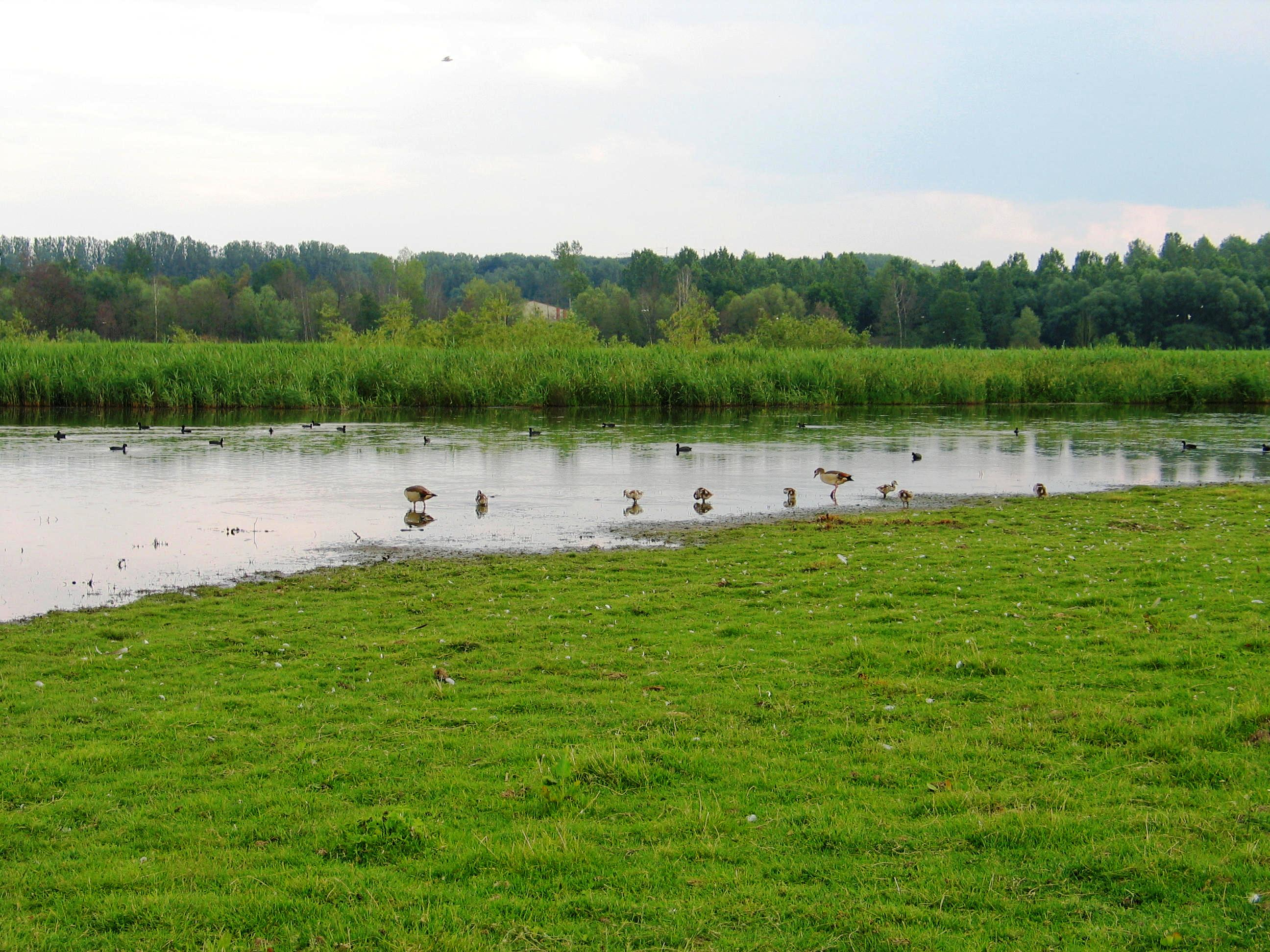
Nijlganzen in het Vinne (18 juni 2006)
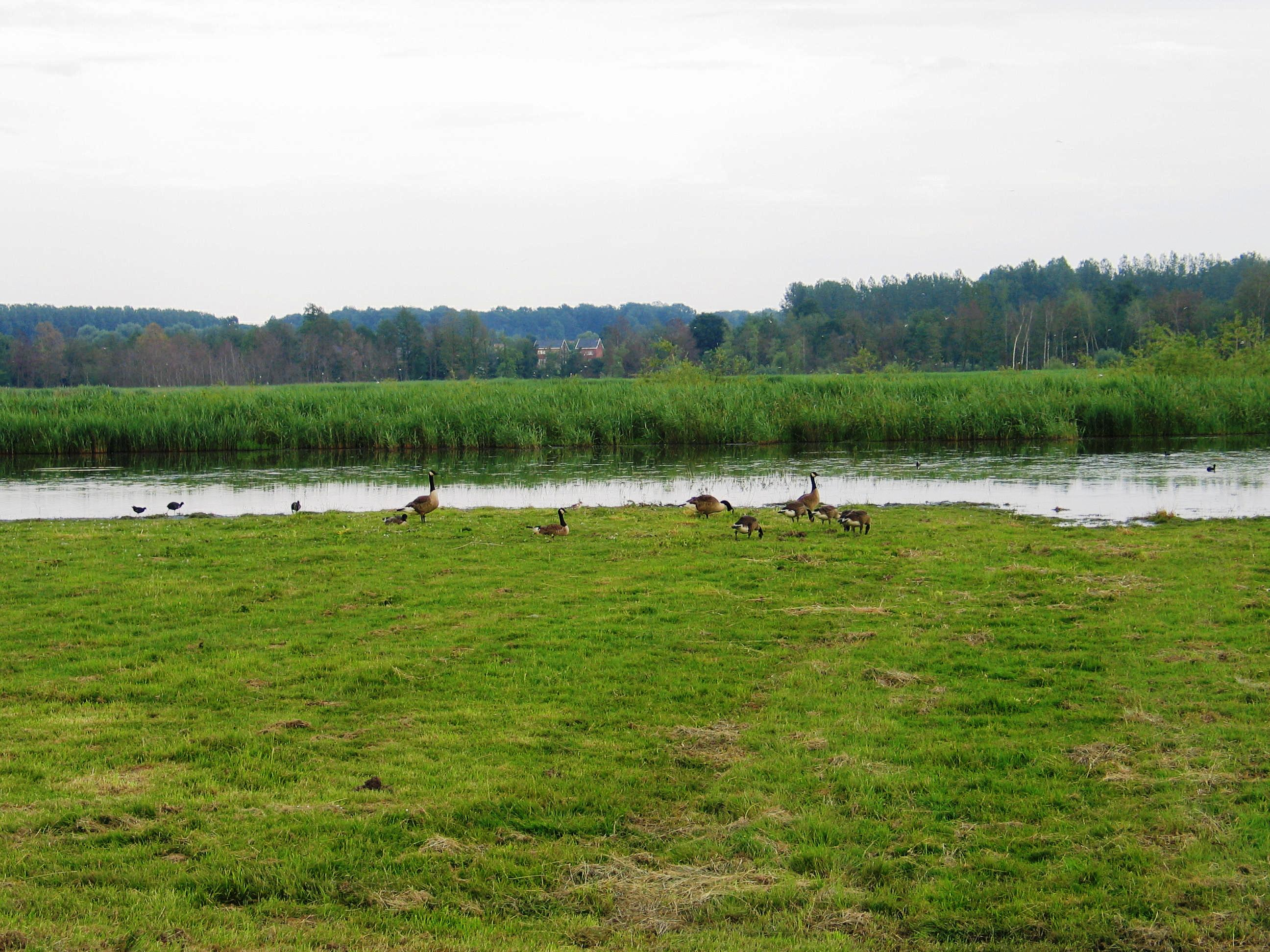
Grote Canadese ganzen
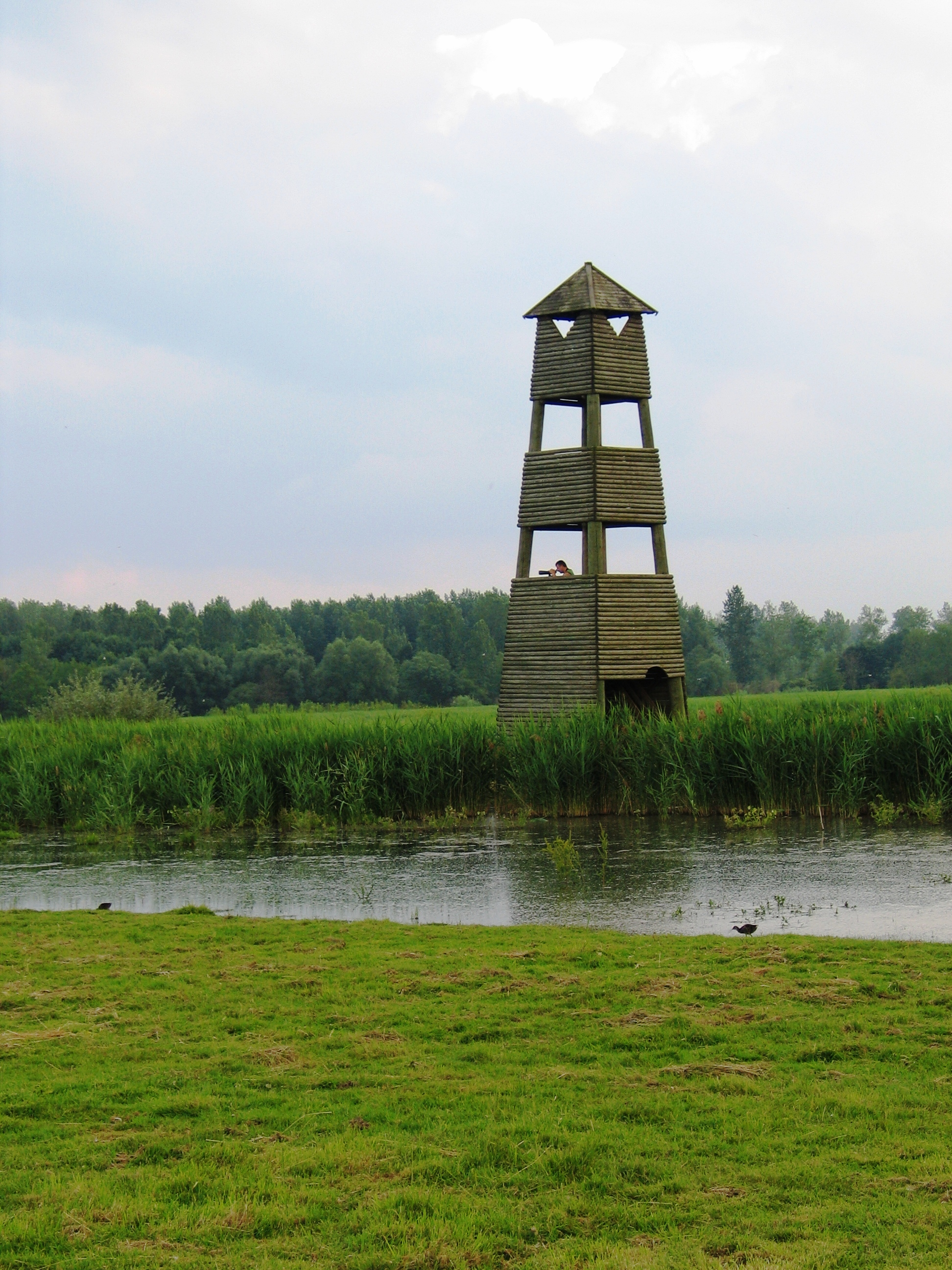
Een uitkijktoren aan de rand van het water
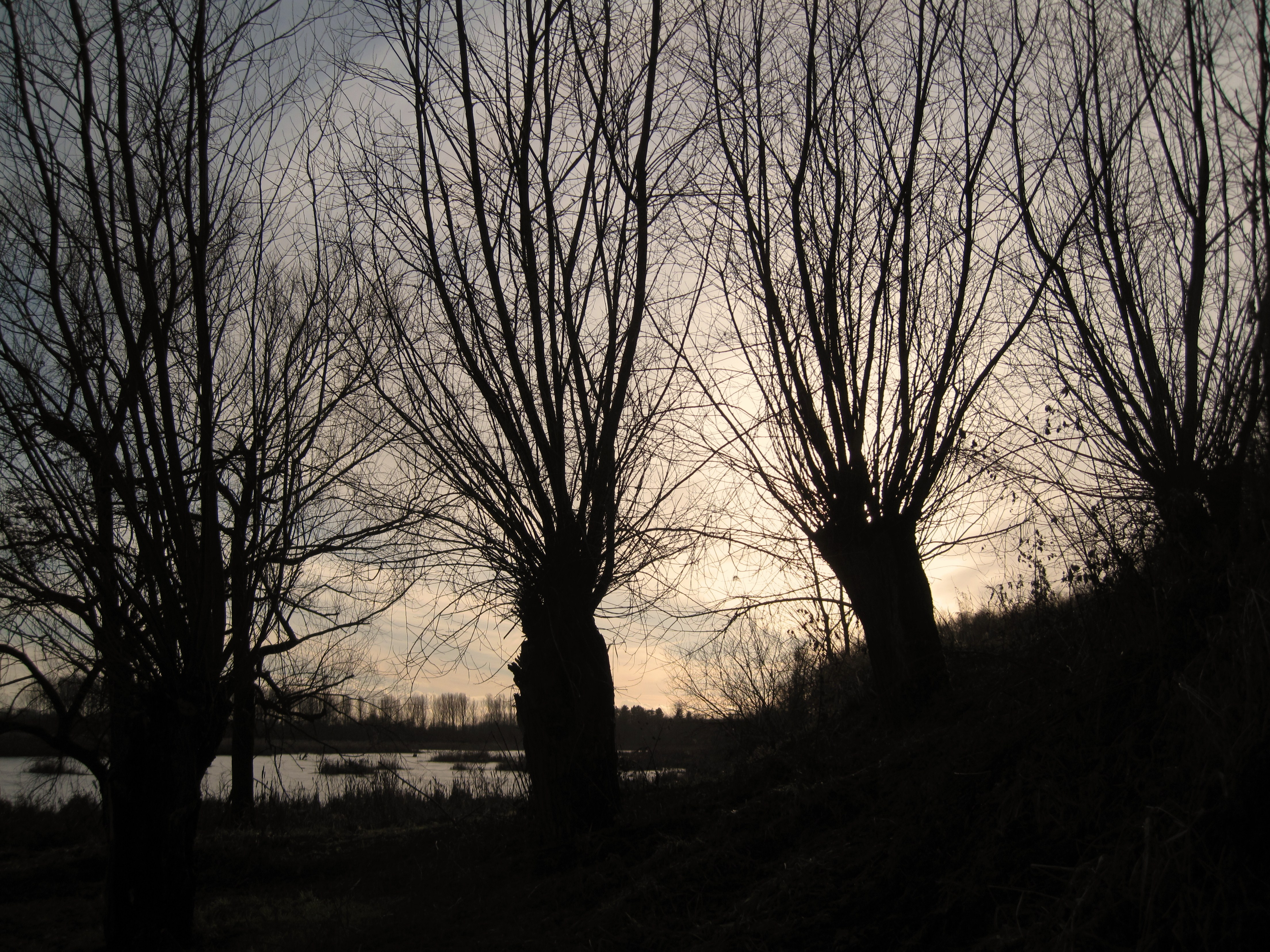
Knotwilgen
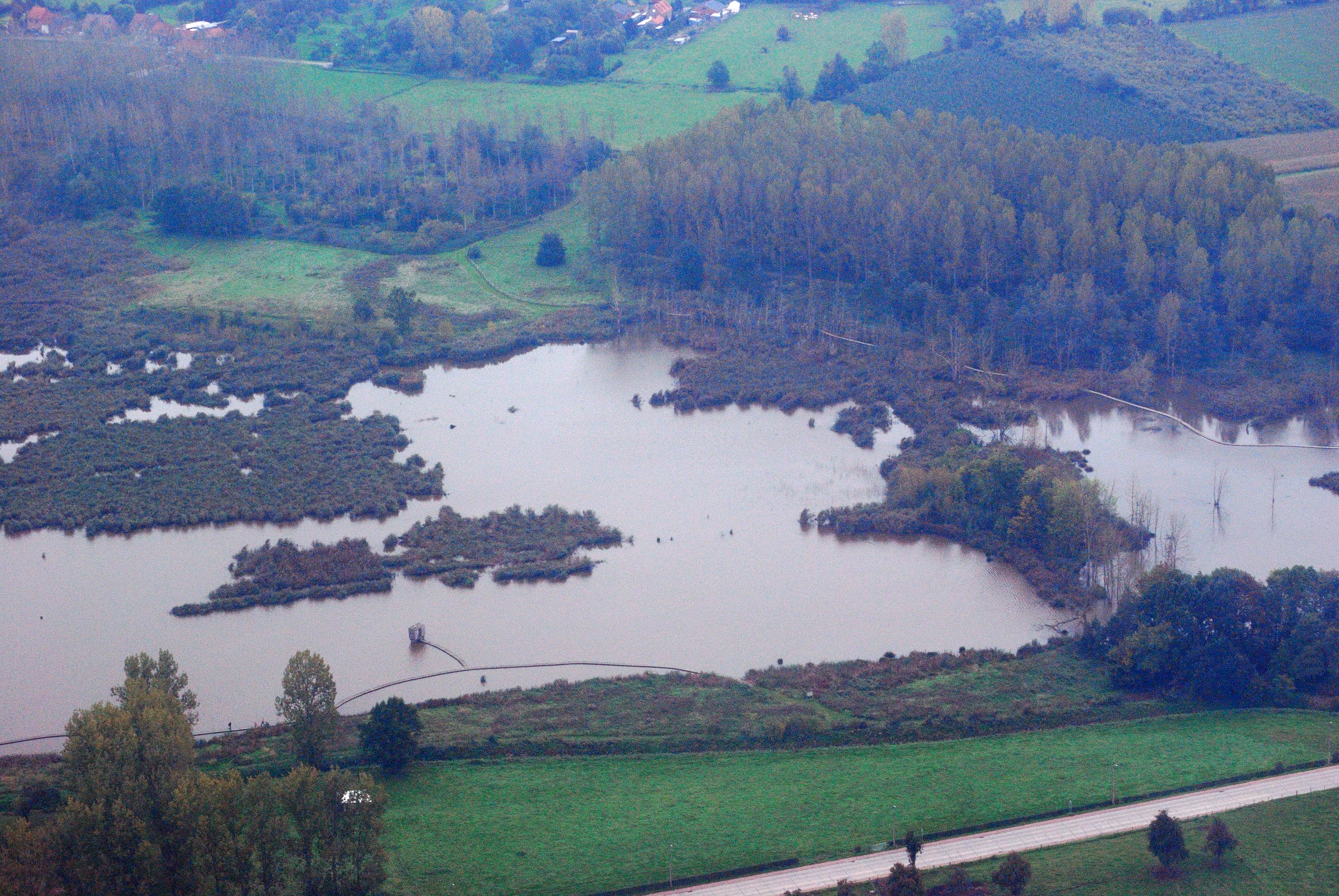
zuidelijk deel